# Rannstedt
Rannstedt település Németországban, azon belül Türingiában. Lakosainak száma 173 fő (2022. december 31.). Rannstedt Bad Sulza és Ködderitzsch községekkel határos.

## Népesség
A település népességének változása:
| Lakosok száma | 178  | 186  | 171  | 173  |
|               | 2017 | 2019 | 2021 | 2022 |